# فمینیسم بومی آمریکایی
فمینیسم بومیان آمریکایی یا فمینیسم بومیان در اصل به درک نقش مهم جنسیت در جوامع بومی، هم در تاریخ و هم در دنیای مدرن می‌پردازد. همچنین، فمینیسم بومی آمریکایی به تجزیه و تحلیل کلیشه‌های نژادی و گسترده‌تر مردم بومی، جنسیت و تمایلات جنسی می‌پردازد و در عین حال بر روی استعمارزدایی و شکستن پدرسالاری و ایدئولوژی طرفدار سرمایه‌داری تمرکز دارد.به عنوان یک شاخه از فمینیسم بومی گسترده‌تر، این نوع فمینیسم به‌طور مشابه بر استعمارزدایی، حاکمیت بومی و توانمندسازی زنان و دختران بومی در زمینه ارزش‌ها و اولویت‌های فرهنگی بومی آمریکایی و ملت‌های اولیه، به جای ارزش‌های سفیدپوستان، اولویت می‌دهد. مسئله اصلی و فوری برای فمینیست‌های بومی، بحران زنان بومی مفقود و کشته شده است.

## نمای کلی
فمینیست بومی، رنیا کی. رامیرز، می‌نویسد که، 
کلمه «بومی» در اصطلاح «فمینیسم‌های بومی» به منظور تمرکز بر تجربیات مشابه زنان بومی در سراسر قاره آمریکا استفاده می‌شود. اما اینکه فرد از نام قبیله‌ای، «بومی»، «اولین ملت‌ها» یا اصطلاح دیگری استفاده کند، تأکید بر تنوع ضروری است تا تجربیات مختلف زنان بومی به درستی درک شود. در واقع، مشابه با دیگر زنان رنگین‌پوست فمینیست، این تنوع به افراد این امکان را می‌دهد که برای توسعه فمینیسم‌های متعددی به جای یک فمینیسم واحد استدلال بیاورند. این رویکرد به درک بهتر و جامع‌تری از چالش‌ها و نیازهای خاص زنان بومی کمک می‌کند و به ایجاد فضایی برای گفتگو و همکاری میان گروه‌های مختلف زنان بومی می‌انجامد.
رامیرز هدف فمینیسم بومی را بازتعریف و تعیین مبارزات زنان بومی در زمینه‌ای می‌بیند که در آن «فمینیسم» به‌طور کلی به معنای «فمینیسم سفید» فرض می‌شود. از نظر او، فمینیسم بومی تقاطع‌گرا است و روابط بین نژادی، قومیت، جنسیت، تمایلات جنسی، طبقه و ملت‌ها در آمریکای شمالی، از زمان استعمار به بعد باید دوباره بررسی شود تا به درک و شناسایی عمل‌گرایی فمینیستی کمک کند. این رویکرد به فمینیسم بومی اجازه می‌دهد تا تجربیات خاص و چالش‌های منحصر به فرد زنان بومی را در زمینه‌های اجتماعی، اقتصادی و فرهنگی در نظر بگیرد و به دنبال ایجاد فضایی برای گفتگو و همکاری بین زنان از گروه‌های مختلف باشد. این بازنگری در روابط و تجربیات می‌تواند به ایجاد یک فمینیسم جامع‌تر و شامل‌تر منجر شود که به نیازها و خواسته‌های زنان بومی پاسخ دهد.

## کلیشه‌ها و باورهای غلط زنان بومی
زنان بومی آمریکایی همچنان با کلیشه‌های نژادی و قومی مواجه هستند که ناشی از گفتمان استعمار در قرن پانزدهم است. به همین دلیل، بسیاری از تصورات نادرست همچنان امروز وجود دارند که می‌توانند آسیب‌های شدیدی به زنان بومی برسانند. یکی از کلیشه‌های اصلی دربارهٔ زنان بومی آمریکایی، ایده‌ای است مبنی بر اینکه آن‌ها پرخاشگر و بی‌پروا هستند. تصورات مربوط به «پرنسس سرخ‌پوست»، مانند داستان پوکاهانتس، این ایده‌ها را تقویت می‌کند، چرا که بر اساس تصورات از آنها زنان مطیع ساخته شده است، در حالی که زنان بومی آمریکایی در واقع تفکر مستقل و قدرت‌مندی دارند.این تصورات نادرست و کلیشه‌ها می‌توانند آسیب‌های زیادی به همراه داشته باشند، از جمله تجاوز و حمله، که تنها آمار خشونت علیه زنان بومی آمریکایی را افزایش می‌دهد. در یکی از نوشته‌های رنیا رامیرز، او بیان می‌کند که «هیچ‌کس نمی‌تواند هم بومی باشد و هم فمینیست، زیرا فمینیسم در نهایت از فرهنگ سفید ناشی می‌شود.» این جمله نشان‌دهنده تفاوت بین فمینیسم اصلی و فمینیسم بومی است و به چالش‌هایی که زنان بومی در تلاش برای تعریف هویت خود در این زمینه با آن مواجه هستند، اشاره می‌کند.

## مسائل و بحران‌ها چهره زن بومی آمریکا
زنان بومی آمریکایی به‌طور تاریخی و در حال حاضر با سرکوب و خشونت مواجه بوده و هستند. آمار نشان می‌دهد که زنان بومی آمریکایی در بین زنان، بیشترین احتمال را برای کشته شدن به دلیل خشونت خانگی دارند. زنان بومی همچنان در معرض خطر بیشتری برای تجربه حمله و آزار قرار دارند. فمینیست‌های بومی آمریکایی با خشونت از سوی پدرسالاری، هم در درون و هم در بیرون از جوامع خود مواجه هستند. علاوه بر این، این زنان با مشکلاتی مانند عقیم‌سازی اجباری و نقض حقوق باروری خود نیز روبرو هستند. این واقعیت‌ها نشان‌دهنده چالش‌های عمیق و پیچیده‌ای است که زنان بومی آمریکایی در تلاش برای حفظ حقوق و هویت خود با آن‌ها مواجه‌اند و نیاز به توجه و اقدام جدی برای مقابله با این مسائل وجود دارد.
مسئله اصلی در فمینیسم بومی آمریکایی، بحران زنان بومی مفقود و کشته شده (MMIW) است. جنبش MMIW، که به معنای «زنان بومی مفقود و کشته شده» است، خواستار پایان دادن به قتل، آزار و ربودن زنان بومی است. برخی آمار نشان می‌دهد که تنها در سال ۲۰۱۶، ۵۷۱۲ مورد از زنان بومی مفقود شده ثبت شده است. با توجه به این اعداد، تنها ۱۱۶ مورد از این پرونده‌ها در یک پایگاه داده ثبت شده‌اند. از طریق این جنبش، فمینیست‌های بومی آمریکایی در تلاشند تا نرخ حملات و قتل‌های زنان بومی را افزایش دهند و آگاهی را نسبت به بی‌عدالتی‌هایی که با آن مواجه هستند، جلب کنند. یک دست قرمز که بر روی دهان فردی نقاشی شده، به نماد این جنبش تبدیل شده است تا خشونت و خونریزی ناشی از خشونت علیه زنان بومی را به تصویر بکشد. فشار از سوی خانواده‌های قربانیان و جوامع بومی FNIM در نهایت منجر به تحقیقات ملی کانادا دربارهٔ زنان و دختران بومی مفقود و کشته شده شد، که نتیجه‌گیری کرد که یک نسل‌کشی در حال حاضر علیه زنان بومی در کانادا در حال وقوع است. این واقعیت‌ها نشان‌دهنده نیاز فوری به اقدام و تغییرات در سیاست‌ها و جامعه برای حمایت از زنان بومی و پایان دادن به این بحران است.
جنیفر برنت و دی. ممی لاول-هاروارد نوشته‌اند که مسائل مربوط به زنان بومی مفقود و کشته شده (MMIW) اغلب نادیده گرفته شده و به‌طور جدی گرفته نمی‌شود، زیرا زنان بومی با سرکوب نژادی و جنسیتی سیستماتیک مواجه هستند. این نادیده‌انگاری می‌تواند از سوی نهادهای دولتی، رسانه‌ها و حتی برخی از جوامع باشد که به مشکلات و چالش‌های خاص زنان بومی توجه کافی نمی‌کنند. این واقعیت نیاز به توجه و اقدام جدی برای حمایت از زنان بومی و حل بحران MMIW را بیشتر می‌کند.
استعمارزدایی بومی، از منظر فمینیسم بومی آمریکایی، می‌تواند شامل احیاء و بازپس‌گیری سنت‌های فرهنگی مادر سالارانه بومی باشد. مایل آروین می‌نویسد که در طول استعمار، مهاجران سفیدپوست رویه‌های هتروپاتریارک خود را بر جوامع بومی تحمیل کردند. آروین بیان می‌کند که فمینیست‌های بومی آمریکایی در حال تقویت فرآیندهای مادر سالارانه از طریق آموزش و فعالیت‌های اجتماعی هستند. این تلاش‌ها به زنان بومی کمک می‌کند تا هویت فرهنگی و جایگاه خود را در جامعه بازپس بگیرند و به مبارزه با سرکوب‌های تاریخی ادامه دهند.
بار فرهنگی مرتبط با واژه‌های «فمینیست» و «فمینیسم» منجر به برخی اختلاف‌نظرها دربارهٔ نام‌گذاری «فمینیسم بومی» شده است. کیت شانلی، یک فمینیست آسنابوین، معتقد است که بیشتر زنان بومی، فمینیسم را به عنوان حرکتی مختص زنان سفیدپوست می‌بینند و بنابراین نمی‌خواهند با این واژه مرتبط باشند. او ادامه می‌دهد که فمینیسم به عنوان یک مفهوم، هر نامی که داشته باشد، معنای خاصی برای زنان بومی دارد، از جمله ایده ترویج تداوم سنت و در نتیجه، پیگیری شناسایی حاکمیت قبیله‌ای. این دیدگاه نشان‌دهنده تلاش زنان بومی برای حفظ هویت فرهنگی و حقوق خود در برابر چالش‌های تاریخی است.
حاکمیت قبیله‌ای برای فمینیسم بومی مرکزی است و همچنین یک نگرانی سیاسی کلیدی در کشور سرخ‌پوستی است، به طوری که خودمختاری بومی آمریکایی به عنوان بنیادی برای بقای فرهنگی و مادی در نظر گرفته می‌شود. به نظر رامیرز، برای دستیابی به این هدف، حاکمیت قبیله‌ای باید از دیدگاه زنان بومی، دوباره مفهوم‌سازی شود. این بازنگری می‌تواند به زنان بومی کمک کند تا نقش و قدرت خود را در تصمیم‌گیری‌های سیاسی و اجتماعی تقویت کنند و به تداوم فرهنگ و هویت خود بپردازند.

کریستال اکوهاوک می‌نویسد،
حاکمیت یک فرایند فعال و زنده است که در این گره از روابط انسانی، مادی و معنوی شکل می‌گیرد و با مسئولیت‌ها و تعهدات متقابل پیوند خورده است. از این گره روابط، تاریخ‌ها، هویت‌ها، روش‌های سنتی خودمدیریتی، باورها، ارتباط ما با زمین و نحوه تأمین نیازهای خانواده‌ها، جوامع و ملل‌مان متولد می‌شود. این مفهوم حاکمیت به ما یادآوری می‌کند که چگونه باید به یکدیگر و به سرزمین‌مان احترام بگذاریم و از آن محافظت کنیم تا بتوانیم به زندگی پایدار و معنادار ادامه دهیم.

## چگونه زنان بومی بر جنبش حقوق زنان تأثیر گذاشتند
قبل از اینکه جنبش فمینیستی مدرن در جامعه نمایان شود، جوامع بومی مدت‌ها پیش از آن به تمرین قدرت زنان پرداخته بودند. جوامع بومی معمولاً از زنان قبیله‌های خود الهام می‌گرفتند و به دنبال کسب دانش از آن‌ها بودند. دیدگاه‌های مادری‌سالار در جوامع بومی آمریکایی بیشتر از معمول بود و همچنین بر برابری بین جنسیت‌ها تمرکز داشت. علاوه بر این، جوامع بومی ایده وجود بیش از دو جنس را مدت‌ها قبل از اینکه در جامعه مدرن شناخته شود، درک کرده بودند. با استفاده از شیوه‌های فرهنگی ذاتی، جوامع بومی قبل از اینکه اصطلاح «فمینیسم» حتی استفاده شود، به نوعی فمینیسم را گرامی می‌داشتند. در قرن پانزدهم، استعمار بر ایالت‌ها حاکم شد و بسیاری از ایده‌های پدرسالارانه، از جمله هترو نورماتیویته را به همراه آورد. با این تغییرات، تلاش‌هایی برای متقاعد کردن جوامع بومی به پذیرش این تفکر صورت گرفت و این امر منجر به ظهور فمینیسم در سال‌های بعد شد.
اصطلاح مدرن فمینیسم که امروزه بیشتر شناخته شده است، توسط فمینیست‌های سفیدپوست در قرن نوزدهم به وجود آمد. در حالی که در اصل، فمینیسم ایده‌های برابری جنسیتی را گرامی می‌دارد، فمینیست‌های بومی در واقع ایده‌های جامعه‌ای را که زنان را گرامی می‌داشت، آغاز کردند. در حالی که فمینیست‌های سفیدپوست برای حقوق خود مبارزه می‌کردند، زنان بومی آمریکایی در جوامع خود به‌طور فعال مورد تجلیل قرار می‌گرفتند. با نگاهی به نخستین جنبش‌های فمینیستی مدرن، زنان بومی آمریکایی تأثیر زیادی در آن داشتند. برخی از تأثیرگذارترین زنان در این جنبش، الیزابت کادی استنتون و متیلدا جوزلین گِیج بودند. این زنان به بسیاری از راه‌هایی که فرهنگ بومی بر ایده‌های فمینیسم آن‌ها تأثیر گذاشته بود، اشاره کردند و به‌ویژه به زنان هاودنوساونی (ایروکوا) اشاره کردند که در زندگی‌های آزاد خود می‌توانستند کارهایی مانند مالکیت املاک یا حتی ورزش کردن را انجام دهند.

## فمینیست‌های بومی آمریکا
لیان سیمپسون: او یک فعال و پژوهشگر نیشناابگ از میسیساگا است. او همچنین نویسنده و شاعر است و آثار زیادی از جمله «تاریخ کوتاهی از محاصره» را نوشته است. در نوشته‌هایش، او به موضوعاتی مانند استعمارزدایی و شناسایی خشونت‌های جنسیتی که زنان بومی با آن مواجه هستند، می‌پردازد. در طول زندگی‌اش، او به‌طور عمده در جنبش‌های فمینیستی بومی آمریکایی، مانند «جنبش بی‌کار نباشید» (Idle No More Movement) که به ایجاد آگاهی دربارهٔ عدالت زیست‌محیطی و پیمان‌های نقض شده‌ای که مردم بومی با آن مواجه هستند، اختصاص دارد، فعال بوده است.
آدرا سیمپسون: او یک پژوهشگر موهاک است که عمدتاً بر روی مسائل شناسایی بومیان در سیاست تمرکز دارد. او همچنین کتابی به نام «موهاک اینترراپتوس: زندگی سیاسی در مرزهای دولت‌های مستعمره» نوشته است که در آن بررسی می‌کند چگونه موهاک‌های کانهاواکه برای حفظ حاکمیت خود در پاسخ به دولت‌های ایالات متحده و کانادا مبارزه کردند.
کریستوس: او یک فعال منومینی و همچنین شاعر است. شعرهای او با ایده‌های مشترک استعمار، نسل‌کشی و جنسیت تعریف می‌شود. یکی از آثار او با عنوان «این پل که پشت من است: نوشته‌هایی از زنان رادیکال رنگین‌پوست» شناخته می‌شود و در این اثر، کریستوس اغلب به سنت کلامی و شفاهی اشاره می‌کند.
سارا دیر: او یک وکیل و استاد موسکوجی (کرییک) است که به‌طور مداوم برای زنان بومی آمریکایی که قربانی خشونت و حمله شده‌اند، فعالیت می‌کند. او تأثیر زیادی در تجدید اعتبار قانون ۲۰۱۳ خشونت علیه زنان داشته است که امکان پیگرد قانونی آسان‌تر برای متجاوزان غیر بومی را فراهم می‌آورد.
کوتچا ریسلینگ بالدی: او یک استاد و رئیس دپارتمان مطالعات بومیان آمریکا در دانشگاه کالیفرنیا پلی هومبولت است. تحقیقات او بر روی فمینیسم‌های بومی، عدالت زیست‌محیطی و استعمارزدایی متمرکز است. او تأثیر زیادی در پیشرفت فرهنگ بومی از طریق تأسیس جمعیت زنان بومی داشته است. کتاب او در مورد فمینیسم‌های بومی و مراسم بلوغ، مراسم بلوغ قبیله هوپا را احیا کرده است.